# جورجین اینترنشنال ایرلاینز
جورجین اینترنشنال ایرلاینز (به انگلیسی: Georgian International Airlines) یک شرکت هواپیمایی با کد یاتا 4L است که در تاریخ ۱ ژوئن ۲۰۰۴ میلادی تأسیس شده است. دفتر مرکزی جورجین اینترنشنال ایرلاینز در تفلیس، گرجستان واقع شده‌است و قطب این شرکت هواپیمایی در فرودگاه بین‌المللی تفلیس قرار دارد.